# Quaid-e-Azam Trophy 2019/20
Die Quaid-e-Azam Trophy 2019/20 ist die 62. Saison des nationalen First-Class-Cricket-Wettbewerbes in Pakistan. Central Punjab setzte sich in der Finale gegen Northern mit einem Innings und 16 Runs und damit gewann das Wettbewerb.

## Format
Am Wettbewerb nehmen 6 Mannschaften teil die in einer Gruppe jeder gegen jeden zwei Mal spielt. Für einen Sieg erhält ein Team zunächst 16 Punkte, für ein Unentschieden (beide Mannschaften erzielen die gleiche Anzahl an Runs) 9 Punkte. Sollte kein Ergebnis erreicht werden und das Spiel in einem Remis enden, bekommen beide Mannschaften 5 Punkte. Zusätzlich besteht die Möglichkeit in den ersten 110 Over des ersten Innings Bonuspunkte zu sammeln. Dabei werden bis zu 5 Punkte für erzielte Runs und bis zu 3 Punkte für erzielte Wickets ausgegeben. Des Weiteren ist es möglich das Mannschaften Punkte abgezogen bekommen, wenn sie beispielsweise zu langsam spielen oder der Platz nicht ordnungsgemäß hergerichtet ist. Die beiden Gruppenersten trugen dann im Finale die Quaid-e-Azam Trophy aus.

## Vorrunde

### Gruppe A
Tabelle
Die Tabelle der Saison nahm an ihrem Ende die nachfolgende Gestalt an.
| Teams              | Sp. | S | N | U | R | Bat | Bwl | Punkte | NRR    |
| ------------------ | --- | - | - | - | - | --- | --- | ------ | ------ |
| Central Punjab     | 10  | 3 | 1 | 0 | 6 | 30  | 25  | 133    | +0.191 |
| Northern           | 10  | 3 | 2 | 0 | 5 | 32  | 26  | 131    | +0.376 |
| Khyber Pakhtunkhwa | 10  | 2 | 1 | 0 | 7 | 36  | 21  | 124    | −0.058 |
| Southern Punjab    | 10  | 1 | 0 | 0 | 9 | 37  | 15  | 113    | +0.092 |
| Sindh              | 10  | 0 | 2 | 0 | 8 | 26  | 29  | 95     | −0.158 |
| Baluchistan        | 10  | 0 | 3 | 0 | 7 | 28  | 21  | 84     | −0.441 |

## Finale
| 27. – 30. Dezember Scorecard | Karachi | Northern 254 (61) & 405 (111.3)                      | – | Central Punjab 675-8d (155.1) |
|                              |         | Central Punjab gewinnt mit einem Innings und 16 Runs |   |                               |